# Campionati del mondo di atletica leggera indoor 2016 - 3000 metri piani maschili
Ai campionati del mondo di atletica leggera indoor 2016 la specialità dei 3000 metri piani maschili si è svolta nei giorni 18 e 20 marzo 2016 presso l'Oregon Convention Center di Portland, nello Stato federato dell'Oregon negli Stati Uniti d'America.
Hanno partecipato alla competizione 18 atleti.

## Risultati

### Batterie
Si qualificano i primi 4 di ogni batteria più i 4 migliori tempi.
| Class | Batteria | Nome                    | Nazione       | Tempo   | Note |
| ----- | -------- | ----------------------- | ------------- | ------- | ---- |
| 1     | 1        | Yomif Kejelcha          | Etiopia       | 7:51.01 | Q    |
| 2     | 2        | Abdalaati Iguider       | Marocco       | 7:51.65 | Q    |
| 3     | 1        | Augustine Kiprono Choge | Kenya         | 7:51.77 | Q    |
| 4     | 1        | Youssouf Hiss Bachir    | Gibuti        | 7:52.08 | Q    |
| 5     | 1        | Ryan Hill               | Stati Uniti   | 7:52.13 | Q    |
| 6     | 2        | Isiah Kiplangat Koech   | Kenya         | 7:52.64 | Q    |
| 7     | 2        | Paul Kipkemoi Chelimo   | Stati Uniti   | 7:53.00 | Q    |
| 8     | 2        | Lee Emanuel             | Gran Bretagna | 7:53.18 | Q SB |
| 9     | 2        | Caleb Mwangangi Ndiku   | Kenya         | 7:53.21 | q    |
| 10    | 1        | Brett Robinson          | Australia     | 7:53.51 | q    |
| 11    | 2        | Yenew Alamirew          | Etiopia       | 7:53.65 | q    |
| 12    | 2        | Mohammed Ahmed          | Canada        | 7:53.66 | q    |
| 13    | 2        | Collis Birmingham       | Australia     | 7:54.51 | SB   |
| 14    | 1        | Cameron Levins          | Canada        | 7:54.81 |      |
| 15    | 1        | Tom Farrell             | Gran Bretagna | 7:59.77 |      |
| 16    | 1        | Kemoy Campbell          | Giamaica      | 8:00.22 |      |
| 17    | 2        | Víctor García           | Spagna        | 8:25.62 |      |
| 18    | 1        | Adilet Kyshtabekov      | Kirghizistan  | 8:44.77 |      |

### Finale
Partenza il 20 marzo alle 13:10.
| Pos | Atleta                  | Nazione       | Tempo   | Notes |
| --- | ----------------------- | ------------- | ------- | ----- |
| 1   | Yomif Kejelcha          | Etiopia       | 7:57.21 |       |
| 2   | Ryan Hill               | Stati Uniti   | 7:57.39 |       |
| 3   | Augustine Kiprono Choge | Kenya         | 7:57.43 |       |
| 4   | Abdalaati Iguider       | Marocco       | 7:58.04 |       |
| 5   | Caleb Mwangangi Ndiku   | Kenya         | 7:58.81 |       |
| 6   | Lee Emanuel             | Gran Bretagna | 8:00.70 |       |
| 7   | Paul Kipkemoi Chelimo   | Stati Uniti   | 8:00.76 |       |
| 8   | Isiah Kiplangat Koech   | Kenya         | 8:01.70 |       |
| 9   | Mohammed Ahmed          | Canada        | 8:07.96 |       |
| 10  | Youssouf Hiss Bachir    | Gibuti        | 8:08.87 |       |
| 11  | Brett Robinson          | Australia     | 8:11.11 |       |
| 12  | Yenew Alamirew          | Etiopia       | 8:12.54 |       |